# Бакингемшир
Ба́кингемшир (англ. Buckinghamshire) — историческое и церемониальное графство в центре Англии. Входит в состав Юго-Восточной Англии. Столица — Эйлсбери. Население 712 100 человек (30 место среди графств; данные 2006 года).

## География
Общая площадь территории 1874 км² (32-е место). Территория административной области — 1565 км² (33-е место).

## История
История графства началась задолго до англосаксонского периода, кельты и римляне немало поспособствовали развитию этой территории, хотя, скорее всего, именно англосаксы оказали сильнейшее влияние на неё: к примеру, по большей части география здешней сельской местности осталась такой, какой была при них. Позднее Бакингемшир стал важной политической ареной, начиная с короля Генриха VIII, вмешивавшегося в местную политику, и кончая английской революцией (1642—1649), которую, как предполагается, Джон Хампден начал в среднем Бакингемшире.
Самые разительные исторические изменения с графством произошли в XIX веке, когда вместе с промышленной революцией сельские районы Бакингемшира захлестнули холера и голод − множество людей мигрировали оттуда либо в крупные города, либо вообще за пределы графства. Дельцы и богачи воспользовались ситуацией и начали скупать резко подешевевшую землю, в это время родился образ сельского, «зеленого Бакингемшира», существующий и сегодня. В Бакингемшире живёт множество людей, работающих в Лондоне, что способствует процветанию графства, хотя сохраняются некоторые районы с большой относительной депривацией.

## Административное деление
В состав графства входят 4 административных района и 1 унитарная единица.
|  | 1. Саут-Бакс 2. Чилтерн 3. Уиком 4. Эйлсбери-Вейл 5. Милтон-Кинс |

## Населенные пункты
Крупнейшие города графства Бакингемшир:
- Милтон-Кинс (Milton Keynes) (184 506)
- Хай-Уиком (High Wycombe) (92,300)
- Эйлсбери (Aylesbury) (56,392)

Прочие населённые пункты:
- Айвер
- Амершем
- Бакингем
- Беконсфилд
- Грейт-Миссенден
- Марлоу
- Ньюпорт-Пагнелл
- Олни
- Принсес-Рисборо
- Сток-Мандевилл
- Уинслоу
- Уоберн-Сандс
- Уоттон-Андервуд
- Уэндовер
- Уэст-Уиком
- Хадденем
- Чешем

## Политика  и власть
Охраной правопорядка в графстве занимается территориальное отделение полиции «Темз Вэлли Полис».

## Культура
Среди мест Бакингемшира, представляющих исторический и культурный интерес, выделяются Уодсдонский особняк и усадьба Кливден, где полвека назад любили собираться английские и американские миллиардеры.

## Археология
Недалеко от Хамблдена были обнаружены остатки римской виллы Эден, впервые обнаружена около ста лет назад. Также археологи нашли массовое захоронение с останками 97 детей, скончавшихся примерно в одном и том же возрасте. Ученые предполагают, что здесь в древности располагался бордель.